# سرنی ورخ (یاگودینا)
سرنی ورخ (به صربی: Crni Vrh) یک کوه در صربستان است که در کراگویواتس واقع شده‌است. سرنی ورخ ۷۰۷ متر بالاتر از سطح دریا واقع شده‌است.